# اشتباكات محافظة إدلب (يونيو 2012–أبريل 2013)
اشتباكات محافظة إدلب في الفترة من يونيو 2012 إلى أبريل 2013 كانت سلسلة من الاشتباكات في إطار الحرب الأهلية السورية التي وقعت في محافظة إدلب السورية. وجاءت الأحداث عقب عملية محافظة إدلب في أبريل 2012 من قبل الحكومة السورية وما ترتب على ذلك من محاولة لوقف إطلاق النار التي استمرت من 14 أبريل إلى 2 يونيو 2012.

## التسلسل الزمني

### يونيو 2012
في مطلع يونيو، قيل إن المنطقة المعروفة باسم سهل الغاب تقع تحت سيطرة المتمردين. وكان أحد مقار المتمردين الرئيسية في بلدة قلعة المضيق. ولا يزال لدى جيش الحكومة السورية قاعدة بالقرب من قلعة المضيق، في القلعة القديمة، ولكنه يحترم هدنة مع المتمردين. استولت قوات الجيش السوري الحر على أراض من الجبال المحيطة بجسر الشغور في شمال محافظة إدلب إلى بلدة تل سلحب بالجنوب، وإلى الشرق إلى الطريق الرئيسي الذي يربط بين مدينتي حماة وإدلب. كما أفيد بأن أطراف جسر الشغور كانت خاضعة أيضا لسيطرة المعارضة وكذلك حدود مدينة إدلب والمناطق المحيطة بها. ومع ذلك، لا تزال القوات الحكومية تحتفظ بمدينة إدلب ذاتها. ويقوم المتمردون بإقامة العدل وتقديم الخدمات المحلية، بما في ذلك توزيع غاز الطهي والغذاء في هذه المناطق. إن وقف الأمم المتحدة لإطلاق النار الذي كان من المفترض أن يبدأ في أبريل لم يحدث قط حقا.

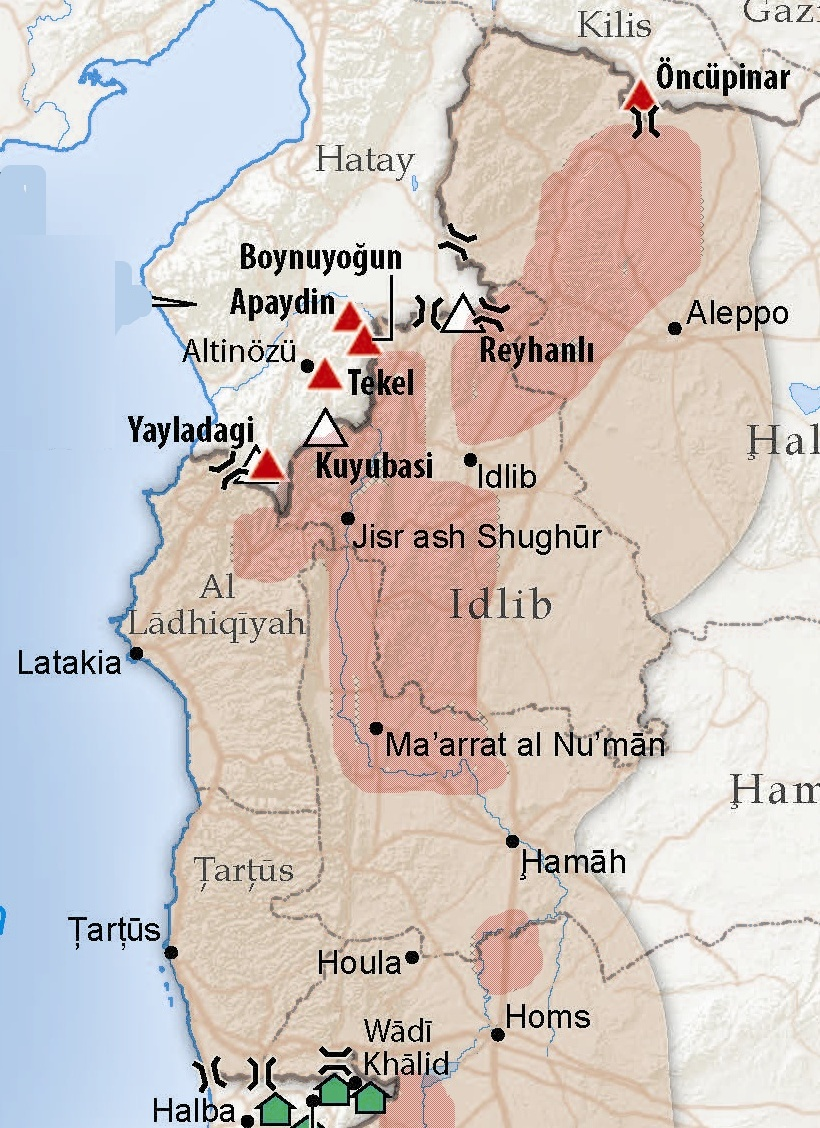
مناطق الصراع والتشرد (البنفسجي الفاتح)، مخيمات اللاجئين (المثلثات الحمراء)، المشردون في المنازل المضيفة (المنازل الخضراء)، الاراضي التي يسيطر عليها الجيش السوري الحر (أحمر)، يونيو 2012.

قضى أحد الصحفيين الوقت في قرية تسيطر عليها قوات صقور الشام التابعة للجيش السوري الحر، وشهد كمين نصب للجنود الحكوميين حاولوا الاقتراب، زعم أن ثلاثة من الجنود قد قتلوا فيه. قيل إن أغلبية الرجال الذين يقاتلون من أجل المتمردين هم من السكان المحليين الذين كانوا يعيشون بالجوار. وشاهد الصحفي أيضا هجوما لطائرة هليكوبتر حكومية على قرية عقد فيها المتمردون اجتماعا، قتل خلاله صبي عمره ثماني سنوات ووالده، وأفادت المقالة بأن هجمات مثل هذه قد حولت بعض المدنيين إلى متمردين. كانت صقور الشام تعمل في منطقة جبل الزاوية بمحافظة إدلب. أفادت التقارير بأن ثماني قرى من بين 35 قرية في منطقة جبل الزاوية بمحافظة إدلب، حوالي 25 في المائة، خاضعة لسيطرة المعارضة.
قُتل ثلاثة جنود في 6 يونيو جراء انفجار استهدف مركبتهم. وبعد مرور خمسة أيام، انفجرت قنبلة في مدينة إدلب أسفرت عن مقتل سبعة جنود وأحد المدنيين، وبعد أسبوعين من ذلك، قُتل خمسة جنود عندما انفجرت سيارة مفخخة عند نقطة تفتيشهم في مدينة إدلب. في 21 يونيو، أفيد عن مقتل جنديان.
مجموعة باسم صقور دمشق، التي تضم 1,000 عضوا، دمرت معسكرا عسكريا بالقرب من مقرها في إحدى القرى في محافظة إدلب. وخرجوا منتصرين، واستولوا على دبابة واحدة من القاعدة، وقاموا بتصوير 35 من الجنود المقتولين في ذلك الهجوم. وبعد ذلك ألقي القبض على 5 جنود، ثم أعدمتهم صقور الشام التي وضعتهم في المحاكمة ووجدتهم مذنبين بتهمة قتل المدنيين.
بعد شهرين من العملية العسكرية في بلدة تفتناز، غادر ثلثا السكان. وكانت البلدة مركزا لاحتجاجات المعارضة إلى أن قام الجيش بمداهمتها بالدبابات في 3 أبريل. وقال شهود في البلدة إن الدبابات قصفت المدينة من أربعة أطراف قبل أن تأتي السيارات المصفحة بعشرات من الجنود الذين جروا المدنيين من منازلهم وأطلقوا النار عليهم في الشوارع، كما ادعوا أن الجنود قاموا أيضا بنهب وتدمير وإحراق مئات المنازل، حيث حطموا المنازل على رؤوس أصحابها. أظهرت أشرطة الفيديو ذلك، ولقي 62 شخصا مصرعهم أثناء الهجوم، على الرغم من أن البلدة لا تملك إلا مجموعة صغيرة من المتمردين. قام المتمردون أيضا بتفجير تسع دبابات تابعة للنظام عندما غادروا البلدة، معظمها بقنابل محلية الصنع زرعت على طول الطرق.
أفادت الحكومة في 21 يونيو بأن جنديين وعددا من المتمردين قتلوا في الاشتباكات المسلحة. وبعد ذلك بيومين، قتل الجيش أربعة متمردين في جبل الزاوية، وفقا لما أفادت به وسائط إعلام حكومية. بعد ثلاثة أيام، ادعت وسائط إعلام تابعة للدولة أن تسعة من المتمردين واثنين من رجال الشرطة قتلوا في محافظة إدلب.
أفادت التقارير في 26 يونيو بأن حوالي 280 جندي انشقوا عن الجيش على الطريق الرئيسي الممتد من إدلب إلى حلب، واشتبكوا مع القوات الحكومية. وأثناء القتال، أسقط منشقي الجيش طائرة عمودية ودمروا ثلاث دبابات بالقرب من سراقب. وكانت هذه واحدة من أكبر الانشقاقات حتى ذلك الوقت في إدلب، في منطقة تعتبر منذ مارس تحت سيطرة الحكومة، بعد أن قام الجيش بحملة قمع في إدلب وسراقب. وبعد ذلك بيوم واحد، أسفرت الاشتباكات المسلحة في إدلب عن مقتل ستة مدنيين وثلاثة من المتمردين وخمسة جنود، بمن فيهم عقيد من الحرس الجمهوري النخبوي. وفي الوقت نفسه، أفادت التقارير بأن سراقب تحت سيطرة المعارضة. أفادت سانا بأن أربعة متمردين قتلوا في القتال الدائر في المحافظة.
في أواخر يونيو، قام مراسل لهيئة الإذاعة البريطانية بالتسلل إلى سوريا وأكد أن المتمردين السوريين آخذون في التزايد، وأنهم كانوا مسلحين بصورة أفضل وأنهم يسيطرون على مساحات واسعة من الأراضي في شمال محافظة إدلب.

### يوليو 2012
أفادت الحكومة التركية في 3 يوليو بأن 85 جنديا، بمن فيهم لواء وعدد من كبار الضباط الآخرين، فروا من الجيش السوري وعبروا إلى تركيا. وبعد ذلك بثلاثة أيام، قتل خمسة جنود بالقرب من معرة النعمان بسبب انفجار. رد الجيش السوري بقصف البلدة وقتل اثنين من المتمردين. وفي اليوم ذاته، تقدم الجيش إلى خان شيخون، ودخل إلى المدينة وألحق خسائر فادحة بالمتمردين. وخلال القتال، تكبدت الحكومة عددا من الخسائر الفادحة كذلك. سيطرت الحكومة لاحقا على البلدة وأجبرت المعارضة على الانسحاب. وفي 8 يوليو، قتل اثنان آخران من المتمردين في خان شيخون، وأفادت مصادر من المعارضة بذلك.
في 10 يوليو، قتل ثلاثة جنود، من بينهم أحد الضباط، عندما تعرضت سيارتهم للهجوم.
في 11 يوليو، قتل 7 جنود في محافظة إدلب.
في 13 يوليو، أبلغت المجموعة الناشطة المعارضة المرصد السوري، عن مقتل 18 متمردا في الهجوم شنه الجيش في محافظة إدلب. وفي 14 يوليو، أفادت المجموعة نفسها بأن 10 متمردا آخر قتلوا بينما أصيب 15 آخرون بجروح بالقرب من الحدود التركية.
في 16 يوليو، قتل 12 جنديا عندما هوجمت شاحنتهم العسكرية.
في 18 يوليو، وعقب تفجير في دمشق أودى بحياة عدد من كبار المسؤولين الحكوميين، أفيد بأن القوات الحكومية انسحبت من منطقة معرة النعمان. قائد الجيش السوري الحر المحلي في إحدى البلدات الخاضعة لسيطرة المتمردين، ذكر أيضا لصحفي التايم أن نحو 1,500 مقاتل من إدلب قد أُرسلوا إلى دمشق لتعزيز هجوم المتمردين المستمر. وأفيد أيضا أن نحو 60 جندي قد انشقوا في باب الهوى في إدلب للانضمام إلى الجيش السوري الحر. وكان بعض الجنود المنشقين قد أتوا بسبعة دبابات.
حاول المتمردون الاستيلاء على معبر حدودي مع تركيا لكن الجيش السوري قام بصدهم. غير أن المتمردين استولوا فيما بعد على معبر باب الهوى على الحدود مع تركيا وفقا للمرصد السوري لحقوق الإنسان. وأفيد إنهم يسيطرون على البوابة ومباني الجمارك والهجرة بعد 10 أيام من محاولة اجتياحها. وذُكر أيضا أن معبر باب السلام مع تركيا قد سيطر عليه الجيش السوري الحر. وسقط معبر ثالث مع تركيا في بلدة جرابلس أيضا في أيدي المتمردين بعد أن تركت قوات الحكومة البلدة.
في اليوم التالي، أعاد الجيش السوري السيطرة على معبر باب الهوى وفقا للصحفيين الأتراك. ولكن في 21 يوليو، سافر أندرو توماس، الذي كان يعمل في الجزيرة، إلى معبر باب الهوى، ورأى أن الجانب السوري يخضع لسيطرة حازمة من الجيش السوري الحر، مع إنشاء نقطة تفتيش قرب الحدود التركية. وأقام الجيش قاعدة تبعد حوالي كيلومترات عن الطريق إلى سوريا، ولكن لم يحدث إطلاق لإطلاق النار حتى اللحظة.
أفيد بأن المتمردين يقومون بنهب الشاحنات التركية، وحرقها، وابتزاز سائقيها. في 22 يوليو، سيطر الجيش السوري الحر على ثلاثة معابر إلى تركيا، اثنان منها في محافظة إدلب. كما استولى مقاتلو المتمردون على بلدة أرمناز شمال إدلب. قتل اثنا عشر متمردا وجرح 40 في الهجوم على معبر باب السلام، الذي سيطروا عليه لاحقا. في 23 يوليو، أفادت وسائط الإعلام الحكومية عن مقتل ما لا يقل عن 5 متمردا في سهل الروج بمحافظة إدلب.
في 25 يوليو، سحب الجيش النظامي وحدات من إدلب إلى حلب. هاجم المتمردون طابور مدرع للجيش السوري بالقرب من أورم الجوز، والرامي، والبارة.
في 27 يوليو، قال المرصد السوري لحقوق الإنسان أن المتمردون أسروا 50 جنديا، من بينهم 14 ضابطا، في بلدة معرة النعمان. «بعد الاشتباكات التي دامت 12 ساعة، دمر المتمردون مخفرا للأمن العسكري وأسروا 50 من جنود النظام، بمن فيهم 14 ضابطا». قتل أربعة من المتمردين.
في 30 يوليو، قتل جندي واحد في إدلب.
في أواخر يوليو، اجتمع صحفي مع لواء من المتمردين مع متطوعين ليبيين، بقيادة قائد لواء طرابلس أثناء الحرب الأهلية الليبية، المهدي الحاراتي. وكانت نسبة 90 في المائة من مقاتلي اللواء البالغ عددهم 6,000 مقاتل سورية. كان الحاراتي يقوم بتدريب المقاتلين، وشارك اللواء في معركة قتل فيها 63 جنديا و3 متمردين في محافظة إدلب.

### أغسطس 2012
في 4 أغسطس، قتل الكثير من المتمردين، بمن فيهم 4 شخصا تم تسميتهم و4 آخرين ألقي القبض عليهم.
في وقت متأخر من يوم 11 أغسطس، استولت القوات الحكومية على بلدة أريحا بعد دخول القوات المدعومة بالدبابات. وقد استولى المتمردون على البلدة قبل بضعة أشهر. أفادت وسائط الإعلام السورية بمقتل ما لا يقل عن اثنين من المتمردين واعتقال خمسة آخرين في 12 أغسطس. في 13 أغسطس، أفادت الجزيرة بأن المتمردين عادوا إلى أريحا وتمكنوا من قطع الطريق الرئيسي في البلدة الذي يؤدي إلى حلب.
في 29 أغسطس، أطلق الجيش السوري الحر هجوما بالقرب من تفتناز. وكان الهدف الاستيلاء على القاعدة العسكرية الرئيسية هناك، أو تدميرها، من حيث تعمل معظم الطائرات العمودية في إدلب. واستخدم المتمردون للمرة الأولى المركبات التقنية والأسلحة الثقيلة في هجومهم على قاعدة الجيش. وكان القتال مستمرا لساعات. وأفاد المتمردون بأنهم تعرضوا لبعض الخسائر، غير أنهم ألحقوا أيضا أضرارا بعدد من الطائرات العمودية في تفتناز. قام الجيش بقصف المنطقة. وادعت القوات العسكرية أنها قامت بصد الهجوم وقتل 14 جنديا واثنان من المتمردين. بحلول 31 أغسطس، زعم المتمردون أن هم استولوا على القاعدة الجوية ودمروا 10 طائرة عمودية مسلحة كانت موجودة هناك.
في 30 أغسطس، أسقطت طائرة مقاتلة من طراز ميغ في المنطقة، وأظهرت مقاطع فيديو للمتمردين هبوط الطيار بالمظلة إلى بر الأمان، ولكن عثر عليه ميتا في مقطع فيديو لاحق.
خلال شهر أغسطس، استولت قوات المتمردين أيضا على بلدة كفرنبل، فأسرت 112 جندي في العملية.

### سبتمبر 2012
في 22 سبتمبر، ادعى المتمردون أنهم نفذوا هجوما منسقا يشمل 3 كتائب متمردة على قاعدة للجيش، ثم منعوا تعزيزات الجيش السوري من الوصول إلى القاعدة. وادعوا أيضا أنهم أسقطوا طائرة مقاتلة أثناء الهجوم، وإن لم يؤكد ذلك بشكل مستقل.
بحلول سبتمبر 2012، تعرضت قاعدة القوات الجوية السورية في أبو الظهور في شرق محافظة إدلب لحصار جزئي من قبل المقاتلين المتمردين. وقام المتمردون، بقيادة القائد البارز جمال معروف، بإنشاء مواقع على الحافة الغربية للقاعدة، حيث تمكنوا من إطلاق النار على مدرجات القاعدة. تم الإبلاغ عن أن قاعدة قد تم جعلها غير صالحة للاستخدام بشكل فعال نتيجة لذلك، مع عدم قدرة الطائرات على الطيران منها أو إليها.

### أكتوبر 2012
في مطلع أكتوبر، سيطر المتمردون على بلدة خربة الجوز قرب الحدود مع تركيا. استمر القتال لمدة 12 ساعة، وأسفر عن مقتل 40 شخصا على الأقل بين صفوف قوات الجيش السوري، بما في ذلك خمسة ضباط، وتسعة من المقاتلين المتمردين.
في 8 أكتوبر، شن المتمردون هجوما للاستيلاء على بلدة معرة النعمان التي تحتل موقعا استراتيجيا من خلال ذلك سيتعين على جميع التعزيزات الحكومية من دمشق باتجاه حلب أن تأتي من خلالها. وكان المتمردون قد استولوا على هذه البلدة بالفعل في 10 يونيو، ولكن الجيش استعادها في أغسطس. وخلال المساء، بدأت القوات الجوية القيام بضربات جوية ضد البلدة في محاولة لوقف هجوم المتمردين. وبحلول اليوم التالي، استولى المتمردون على جميع نقاط التفتيش التابعة للحكومة في محيط معرة النعمان، باستثناء واحد عند مدخل البلدة. وخلال فترة السيطرة، استولى المتمردون على مرفق احتجاز حكومي في المركز الثقافي العربي. أشارت التقارير إلى أنهم عثروا على جثث 21 محتجزا، من بينهم 2 من الجنود الهاربين من الخدمة. وبصورة عامة، قتل ما يزيد على 60 شخص في القتال من أجل البلدة، دون احتساب الخسائر في الأرواح بين القوات الحكومية. وكان 40 شخصا على الأقل من القتلى من المدنيين، بينما كان الباقون من المتمردين. قُتل 19 جنديا في هجمات على نقاط التفتيش والمراكز العسكرية وانفجارات الأجهزة المتفجرة المرتجلة في أماكن أخرى من المحافظة، مع مقتل 31 آخرين خلال اليومين التاليين.
في 10 أكتوبر، كان المتمردون يسيطرون على المدخل الغربي للمدينة، في حين كان الجيش يسيطر على المدخل الشرقي، حيث أفيد أن القوات الحكومية تحشد لهجوم مضاد. وقد أرسلت دبابات من المسطومة بجنوب مدينة إدلب إلى معرة النعمان. وتم نشر قوات الجيش على طول الطريق الرئيسي لتأمين ممر للدبابات. وبذل المتمردون محاولات لوقف تقدمهم وإعطاب ثلاث دبابات على ما يقال. كما قام مقاتلو المتمردين باعتراض قوات على مشارف خان شيخون جنوب معرة النعمان. في وقت لاحق من ذلك اليوم، شنت القوات العسكرية هجوما مضادا في محاولة لإعادة الاستيلاء على المدينة. تمكن المتمردون من صد الهجوم، لكنهم عانوا من خسائر فادحة، مع تقرير واحد ذكر أن 30 من مقاتلي المعارضة قتلوا. وبذلك وصل عدد المتمردين والمدنيين الذين قتلوا في المدينة إلى 100 شخص. وأدلى أحد نشطاء المعارضة كذلك بإعدام 50 من الفارين على يد الجيش. خلال المعركة، قيل إن 46 من المتمردين والفارين و196 جنديا قتلوا.
في 11 أكتوبر، ادعت المرصد السوري لحقوق الإنسان أن 39 جنديا قتلوا في المنطقة، ولقي 8 جنود من ميليشيا الشبيحة الموالية للحكومة مصرعهم في هجوم على نقطة تفتيش في سراقب، مع مقتل 16 جنديا في اليوم التالي.
في 14 أكتوبر، استولى المتمردون على بلدة عزمارين بالقرب من الحدود التركية.
في 28 أكتوبر، ادعى الجيش السوري الحر أنه استولى على سلقين، وهي آخر ضواحي تسيطر عليها الحكومة في مدينة إدلب. وخلال الاشتباكات، قتل أو أسر حوالي 50 من جنود الجيش السوري. الاستيلاء على سلقين يعني أن الجيش السوري لا يسيطر إلا على جسر الشغور، ومدينة إدلب، وخان شيخون في محافظة إدلب. قصفت القوات الحكومية منطقة الديرة[بحاجة لدقة أكثر] بإدلب، مما أسفر عن وقوع إصابات بين المدنيين، وأضرار.
في 30 أكتوبر، أعلن الجيش السوري الحر سيطرته على التلول والعلاني قرب الحدود التركية، كما تم أسر العديد من الجنود الحكوميين.

### نوفمبر 2012
في 1 نوفمبر، قتل 28 جنديا و5 متمردين. وقالت قناة الجزيرة إن ثلاث نقاط تفتيش على الطريق من دمشق إلى حلب قد هاجمها المتمردون بالقرب من بلدة سراقب التي يسيطر عليها المتمردون.
في 3 نوفمبر، هاجم الجيش السوري الحر مطار تفتناز العسكري في محافظة إدلب الشمالية في الساعات الأولى باستخدام راجمات الصواريخ وما لا يقل عن ثلاث دبابات. كما ذكرت سانا أيضا أن المتمردين استخدموا مدافع الهاون أيضا، وأن الجيش قتل عددا كبيرا منهم. وزعم المتمردون أنهم قاموا بتدمير بعض طائرات الهليكوبتر في القاعدة. أظهر فيديو نُشر على الإنترنت قتال عنيف، مع استخدام الجيش السوري الحر دبابات وراجمات صواريخ ضد القوات الحكومية.
في 5 نوفمبر، أدى هجوم شنته القوات الجوية السورية إلى مقتل ما لا يقل عن 20 من أفراد الجيش السوري الحر في بلدة حارم، بمن فيهم قائد لواء المتمردين، باسل عيسى.
في 13 نوفمبر، أعلن الجيش السوري أن بلدة صراريف بريف جسر الشغور منطقة آمنة.

### ديسمبر 2012
في 25 ديسمبر، أعلنت قوات المتمردين أنها سيطرت بالكامل على بلدة حارم بالقرب من الحدود التركية بعد أسابيع من القتال العنيف مع الجيش السوري.
في 26 ديسمبر، استمرت الاشتباكات العنيفة بين القوات النظامية من ناحية والجهاديين من جبهة النصرة وكذلك كتائب المتمردين الأخرى من ناحية أخرى، في محيط معسكري وادي الضيف والحامدية، ونقاط التفتيش العسكرية، عين قريع والزعلانة. وأفاد نشطاء من المرصد السوري لحقوق الإنسان أن مقاتلي المتمردين قاموا بزرع أطنان من المتفجرات في جرافة ودفعها إلى داخل المعسكر، وسمع دوي انفجار شديد بعد ذلك في محيط المنطقة. ووصف نشطاء المرصد السوري لحقوق الإنسان الاشتباكات بأنها «الأعنف منذ أشهر». وأدت الاشتباكات إلى مقتل 5 من المقاتلين المتمردين، بمن فيهم أحد الضباط المنشقين. وتشير التقارير الأولية إلى أنه تم قتل وجرح عدة قوات نظامية وتدمير 6 من الآليات الثقيلة. كان محيط مخيم وادي الضيف يتعرض للقصف الجوي قبل فترة.
في 29 ديسمبر، أسقط المتمردون طائرة هليكوبتر كانت تحلق فوق سراقب والمنطقة المحيطة بها، فتحطمت وأحرقت بالقرب من مطار تفتناز العسكري. وقامت القوات الجوية بقصف بلدتي دير شرقي ومعر شورين، وهما قرب قاعدة وادي الضيف العسكرية. بلدة معر شورين قصفتها القوات الجوية، التي استهدفت قاعدة متمردة في البلدة، وهناك تقارير عن خسائر مدنية وأخرى للمتمردين نتيجة لذلك. تعرضت كذلك قرية الجانودية للقصف.

### يناير 2013
في 2 يناير، هاجم المتمردون قاعدة تفتناز الجوية العسكرية الاستراتيجية (التي حاول المتمردون الاستيلاء عليها لكنهم فشلوا) بإطلاق ما أسموه «المعركة من أجل تحرير مطار تفتناز العسكري» بمشاركة ثلاث ألوية متمردة. وأبلغ عن وقوع خسائر بشرية على الجانبين في القتال، ولكن لم تتوفر أرقام دقيقة.
في 3 يناير، وقعت اشتباكات عنيفة بين القوات النظامية والمقاتلين من جبهة النصرة، وأحرار الشام، ولواء داوود، وجماعة الطليعة الإسلامية في محيط مطار تفتناز العسكري وبعض المناطق داخل المطار، إلى جانب القصف الجوي على بعض مناطق المتمردين داخل المطار وخارجه. قتل 5 مدنيين، وجرح عدة أشخاص آخرين، نتيجة للقصف الذي قامت به إحدى نقاط التفتيش التابعة للحكومة على بلدة قميناس. وثمة تقارير تفيد بمقتل امرأتين كذلك نتيجة لذلك.
في 5 يناير، ادعى قائد المتمردين، النقيب إسلام علوش، أن المتمردين قد أحرزوا تقدما في القتال من أجل السيطرة على مطار تافانز للطائرات العمودية. وذكر أن 70 في المائة من القاعدة هي الآن في سيطرة المتمردين وأن المتمردين قتلوا قائد القاعدة في الاشتباكات. غير أنه أشار إلى أن الجيش السوري ما زال لديه «بضعة عشرات» من الجنود الذين يدافعون عن القاعدة، فضلا عن 30 من القناصة. ومع ذلك، كان ذلك في تناقض صارخ مع تصريحات مدير المرصد السوري لحقوق الإنسان. فقد ذكر أن الهجوم الذي شنه المتمردون على تفتناز قد فشل في الواقع، ولا تزال القاعدة في أيدي الحكومة، وأنه لم يحدث قتال في المنطقة خلال اليومين السابقين.
في 9 يناير، أفادت الجزيرة بأن وحدات الجيش السوري الحر، المدعومة من جبهة النصرة، قد سيطرت على جزء كبير من قاعدة تفتناز العسكرية. ذكر قادة المتمردين أن المتمردين تمكنوا من تدمير عدة مروحيات داخل القاعدة. القوات الحكومية استخدمت القوة الجوية لمحاولة دحر المتمردين.
زعم المتمردون أنهم اجتاحوا قاعدة تفتناز الجوية في 11 يناير، واستولوا على كميات كبيرة من الأسلحة. وذكر متحدث باسم المعارضة يوم الجمعة، أن المقاتلين المتمردين والمسلحين من مختلف الجماعات الإسلامية، ومنها أحرار الشام الجهادية وجبهة النصرة المرتبطة بالقاعدة، قد شاركوا في الهجوم. وقالوا إنهم استولوا على المباني والذخائر والمعدات العسكرية في القاعدة في محافظة إدلب، مما يشير إلى ضربة كبيرة للقوات الحكومية. استخدمت القوات الحكومية القاعدة الاستراتيجية لنقل المتفجرات إلى المناطق في الشمال، وفقا لما ذكره المرصد السوري لحقوق الإنسان. وبالإضافة إلى إيواء حوالي 400 من جنود الحكومة، قالت المجموعة إن الطائرات الحربية التي تهاجم المنطقة تقلع من هناك. وقد ضرب الجيش السوري ساعات بعد استيلاء المتمردين على القاعدة، مع شن ضربات جوية على المنطقة، وفقا لما أفاد به المرصد السوري لحقوق الإنسان.
زعم أحد ناشطي المعارضة أن 100 جنديا و20 متمردا قتلوا خلال المعركة من أجل القاعدة الجوية. أظهر فيديو عبر الإنترنت حوالي ستة جنود، يقال إنهم طيارين، في حفرة ضحلة أطلقت النار عليهم بصورة جماعية، بأسلوب الإعدام، من قبل مسلحي جبهة النصرة لرفضهم الانشقاق إلى المتمردين.
في 12 يناير، ذُكر أن الجيش السوري الحر استولى على بلدة الرامي في وقت سابق من الأسبوع.
في 13 يناير، شنت الطائرات المقاتلة عدة غارات جوية على مطار تفتناز العسكري، مما أدى إلى تدمير عدة مبان ومروحيات تابعة للمطار.
في 20 يناير، بدأ الجيش السوري الحر هجوما منسقا على مدينة إدلب. وقد اجتاحوا عدة نقاط تفتيش على الأطراف الغربية لإدلب، وأدى هجوم على نقطة تفتيش رودكو إلى مقتل 15 جنديا من الجيش السوري (فر الباقي على الأقدام) وسمح للمتمردين بالاستيلاء على 3 دبابات وعلى مخبأ الأسلحة في نقطة التفتيش. علاوة على ذلك، يمكن أن يبدأ المتمردون في محاصرة السجن المركزي في إدلب، الذي يضم أكثر من 600 نزيل.
في 26 يناير، هاجم المتمردون من الجيش السوري الحر سجن إدلب وأطلقوا سراح نحو 300 سجين. قتل أكثر من 10 مقاتلين و19 جندي في قتال عنيف داخل المجمع، وهو آخر معاقل الحكومة الرئيسية في غرب مدينة إدلب. عند حلول الظلام، كانت لا تزال أجزاء من المجمع في أيدي الموالين.

### فبراير 2013
في 7 فبراير، أفادت مجلة تايم بأن مهمة قطع الطريق الرئيسي M5 الحاسم الذي ينقل الإمدادات العسكرية من حماة ودمشق شمالا إلى إدلب وحلب، قد تولاها إلى حد كبير متمردي حيش، وهي بلدة تقع على بعد حوالي 17 كيلومترا من قاعدة وادي الضيف العسكرية الهامة. فجر المتمردين جسرا على امتداد الأسفلت الذي يمر من تحتهم، وذلك باستخدام عبوة ناسفة زرعت تحت جنح الظلام. قطع تدمير الجسر جزء من الطريق السريع. وهم الآن يأملون في تدمير ما تبقى منه. أربعة قناصة تختبئ خلف جدار مؤقت من الحجارة البيضاء مكدسة فوق بعضها البعض، قليلا فوق الخصر ومجالات تدريبهم على الطريق أسفل. وهناك عدة رجال آخرين، مع بنادق على أهبة الاستعداد، يقفون وراء جدار قليل السُمك، ومن غير المرجح أن يوفر الهيكل أي حماية إذا قامت الدبابات المتمركزة على بعد عدة مئات من الأمتار بعيدا بالقرب من موقع موالي على تلة تشرف على الطريق الرئيسي بتحويل أبراجها في اتجاه المتمردين. وفي الطرف الآخر من حيش، قامت عدة مجموعات بحفر خندق يؤدي إلى نهاية السريع.

### أبريل 2013
خلال أبريل 2013، قامت قوات الحكومة السورية بكسر حصار المتمردين على طريق إدلب. وبدأ المقاتلون فيما بعد الهجوم على قاعدة أبو الظهور الجوية. ولا تزال الحكومة تسيطر على القاعدة، إلا أن المتمردين كانوا محاصرين للقاعدة طوال شهور. واستخدم الجيش السوري طائرات الهليكوبتر والطائرات المقاتلة لقصف مواقع المتمردين. المتمردون كانوا يقومون بقصف المطار.